# Медведев, Сергей Александрович (политолог)
Серге́й Алекса́ндрович Медве́дев (род. 20 декабря 1966, Москва) — российский журналист, теле- и радиоведущий, политолог, историк, писатель. Кандидат исторических наук. Профессор НИУ Высшая школа экономики (2004—2020). По итогам голосования студентов факультета политологии ВШЭ был выбран лучшим преподавателем в 2011, 2012 и 2014 годах.

## Биография
Сергей Медведев родился в Москве в семье московской интеллигенции. Его дед, Виктор Сергеевич Медведев (1895—1990), был инженером-строителем, основателем института «Аэропроект», дважды, в 1937 и в 1948 годах, был репрессирован, провёл 17 лет в ГУЛАГе. Его отец — Александр Викторович Медведев (1927—2010), музыковед и публицист, долгое время был заведующим музыкально-литературной частью Большого театра и неоднократно возглавлял пресс-центр Международного конкурса имени П. И. Чайковского. Тесно сотрудничал с Д. Д. Шостаковичем и с М. Вайнбергом, к пяти операм которого написал либретто. Мать — Светлана Юрьевна Медведева (род. 1938), лингвист, долгое время работала в ИНИОН АН СССР.
В 1988 году окончил с отличием факультет журналистики Московского государственного университета им. М. В. Ломоносова.
В 1987—1988 году обучался по обмену в Карловом университете в Праге.
В 1989—1990 году в качестве стипендиата Мортимера Цукермана обучался в магистратуре Колумбийского университета в Нью-Йорке.
В 1995 году в Институте Европы РАН защитил кандидатскую диссертацию на тему «Европейский проект и европейская политика папы Римского Иоанна Павла II», в 1991—1993 годах имел две личные аудиенции с папой римским.
2 сентября 2022 года Минюст РФ внёс Медведева в реестр СМИ — «иностранных агентов».
На 2023 год преподает в Карлове университете в Праге. Стал непосредственным очевидцем стрельбы на философском факультете Карлова университета, устроенного 21 декабря 2023 года Давидом Козаком на философском факультете. По словам Медведева: «Суть в том, что все студенты, которые со мной были, они в безопасности. Мы вышли. Но, конечно, ужасно, что […] вся лестница была в крови».

## Научная деятельность
В 1993—1994 годах работал в качестве приглашенного исследователя в Институте международных отношений в Риме.
В 1994—1996 годах был приглашенным исследователем в Фонде науки и политики в Эбенхаузене (Германия).
В 1996—1999 годах был исследователем, руководителем российской программы в Институте международных отношений в Хельсинки.
В 1999—2004 годах был профессором в Европейском центре исследований по вопросам безопасности имени Джорджа К. Маршалла в Гармиш-Партенкирхене (Германия).
В 2004 году вернулся в Россию. В 2004—2020 годах был профессором НИУ Высшая школа экономики, специалистом в области политологии, заместителем декана по международным связям факультета прикладной политологии ВШЭ. Читал курсы лекций «Российское государство и российское пространство», «Теории социально-политических трансформаций: Модерн и Постмодерн» и другие.
Сферу его научных интересов составляют новейшая история России, глобализация, критическая теория, биополитика, постмодернизм в политике и искусстве. Создатель и руководитель международного образовательного проекта Escapes from Modernity (провёл более 30 летних и зимних школ в Финляндии, Германии, Эстонии, Испании, Грузии, а также онлайн, с общим числом около 1000 участников).
Владеет шестью иностранными языками: английским, французским, немецким, чешским, польским, итальянским.

## Журналистика
1984—1987 годах — журналистская практика на Крайнем Севере (Чукотка, Камчатка, Колыма).
В 2007—2013 годах вёл передачи «Власть факта» на телеканале «Культура» и «Археология» на радио Финам FM (позже Столица FM). Был колумнистом журнала Forbes, газеты «Ведомости», интернет-издания SLON/Republic. В 2014—2018 годах был ведущим программы «Медведев» на телеканале «Дождь». С 2015 года по настоящее время является автором и ведущим проекта «Археология» на Радио «Свобода» и телеканале «Настоящее Время», который выходит еженедельно в трёх форматах: «Археология», «Археология. Прошлое» и «Археология. Будущее».
В сентябре 2016	года получил ежемесячную журналистскую премию «Редколлегия» за статью «Биополитика насилия: Что флешмоб женщин рассказал нам о России».
В 2018 году в издательстве Individuum вышла его книга эссе о путинской России «Парк Крымского периода. Хроники третьего срока». Книга выдержала несколько изданий в России и была переведена на восемь языков. Английское издание под заголовком The Return of the Russian Leviathan вышло в 2020 году в кембриджском издательстве Polity Press. Книга получила британскую премию Pushkin House Book Prize как лучшая non-fiction книга года о России.

## Дискуссия об Арктике
В сентябре 2013 года Сергей Медведев в комментарии к чужому посту в Facebook написал:

По-хорошему, у России как у не справившегося и безответственного хозяина Арктику надо отобрать и передать под международную юрисдикцию подобно Антарктиде с полным запретом на хозяйственную и военную деятельность.
Прожив некоторое время на Чукотке, я твёрдо знаю, что Россия в Арктику ничего хорошего не принесла и не принесёт. Арктика — это уникальный и хрупкий объект всемирного природного и культурного наследия. СССР превратил хрупкую экосистему Арктики в чавкающую нефтью, на века загаженную радиацией, изрезанную колеями вездеходов, уставленную миллионами пустых железных бочек пустыню.

30 сентября того же года Владимир Жириновский заявил, что «на ближайшем заседании палаты фракция ЛДПР потребует немедленного увольнения с работы так называемого профессора антирусских наук Сергея Медведева и лишения его возможности вести передачи на канале „Культура“». В декабре того же года канал «Культура» прекратил сотрудничество с Сергеем Медведевым, не выпустив в эфир уже снятые выпуски программы «Власть факта».
3 октября того же года президент России Владимир Путин, выступая перед руководителями отделений «Единой России», назвал перед микрофонами Сергея Медведева «придурком» и высказался за расширение российского присутствия в Арктике, а предложение отдать её под управление международного сообщества, высказанное ранее Медведевым, назвал «полной глупостью», а также «непатриотическим» и «антинародным».
В своем Facebook Медведев отреагировал на заявление президента следующим образом: «Личное оскорбление Путина воспринимаю как награду». Через несколько часов в своей авторской колонке на сайте русской версии журнала Forbes Сергей Медведев призвал объявить Арктику международным заповедником во избежание экологического бедствия. Он заявил, что в этом регионе следует отказаться от военной деятельности, добычи природных ресурсов, промыслового рыболовства и транзитного коммерческого судоходства. При этом автор текста подчеркнул, что не призывает лишить какие-либо государства суверенитета в пределах существующих границ, а также отметил, что речь идёт не только о России, но обо всех арктических странах.

## Увлечения
Сергей Медведев — спортсмен-любитель, лыжник, велогонщик, марафонец и триатлет, преодолевший десятки мировых марафонов, несколько горных марафонов и ультрамарафонов в Альпах, трижды веломногодневку Tour Transalp, дважды лыжную многодневку Arctic Circle Race в Гренландии, лыжный ультрамарафон Nordenskioldsloppet в 220 км, а также несколько экстремальных триатлонов на дистанции Ironman серии AllXTri (Norseman, Celtman, Swissman, Swedeman, Island Extreme Triathlon).

## Избранные публикации
См. список публикаций на сайте ВШЭ
- Constructing Identities in Europe: German and Russian Perspectives / Ed. by R. Krumm, S. A. Medvedev, H. Schröder. Baden-Baden : Nomos, 2012. (англ.)
- Medvedev S. A., Tomashov I. Security as a Global Public Good: Common Issues for the European Union and the G8 , in: The European Union in the G8: Promoting Consensus and Concerted Actions for Global Public Goods / Ed. by M. V. Larionova. Farnham : Ashgate, 2012. Ch. 12. P. 213—220. (англ.)
- Медведев С. А. Дискурсы отчуждения: «Суверенитет» и «европеизация» в отношениях России и ЕС // Мировая экономика и международные отношения. — 2008. — № 12. — С. 23—33.
- Медведев С. А., Томашов И. А. Безопасность как общественное благо: Повестка дня для ЕС и «Группы восьми» // Вестник международных организаций. — 2009. — № 2. — С. 100—104.
- Medvedev S. A., Tomashov I. NATO and Russia in the Post-Wall Europe, in: NATO in the 60th Anniversary of the North Atlantic Treaty: Challenges and Strategic Divergences from National Perspectives / Ed. by A. Carati, C. Frappi. Milan : FrancoAngeli, 2009. Ch. 11. P. 216—233. (англ.)
- Медведев С. А. Пересмотр национальных интересов: Российская внешняя политика в эпоху Путина. — Garmisch-Partenkirchen, Deutschland: George C. Marshall European Center for Security Studies[англ.], 2004. — 77 с. — (Публикации Центра имени Маршалла; № 6). — ISBN 1-930831-12-9.